# András Katona
András Katona (Budapest, 20 febbraio 1938) è un ex pallanuotista ungherese, vincitore di una medaglia di bronzo all'olimpiade di Roma 1960.